# Château de l'Épinay (Cossé-le-Vivien)
Le Château de l'Épinay est un château français situé à Cossé-le-Vivien, dans le département de la Mayenne et la région des Pays de la Loire. Il est situé à 3 kilomètres Ouest du bourg, sur la rive droite de l'Oudon.

## Désignation
- L'Épinay, château (Hubert Jaillot et Carte de Cassini).

## Histoire
Il s'agissait d'un fief et domaine mouvant de la Guéhardière et de Méral. Le seigneur était tenu à l'entretien du pont de Louresse ( ?) sur l'Oudon. Pierre Le Cornu, gouverneur de Craon, s'empara du château en 1592. Le jury de Château-Gontier cite en 1841 la ferme comme un modèle de culture perfectionnée et intelligente, menée par Benjamin Collet-Chouannière, agronome distingué,. 

## Chapelle
La chapelle qu'on y voit, de grandes dimensions, était, dit-on, un temple protestant qu'aurait bâti René de Germaincourt, l'un des huguenots qui se signalèrent au Mans en 1562. 

## Sources et bibliographie
- « Château de l'Épinay (Cossé-le-Vivien) », dans Alphonse-Victor Angot et Ferdinand Gaugain, Dictionnaire historique, topographique et biographique de la Mayenne, Laval, A. Goupil, 1900-1910 [détail des éditions] (BNF 34106789, présentation en ligne)